# Monoamin

Många monoaminer har ett skelett av fenetylamin där man bytt ut ett eller flera R mot något annat än väte.

Monoaminer (av mono- och amin) är en grupp substanser som utgörs av en organisk molekyl med en amin, R-NH2. Namnet syftar på att molekylen innehåller en amin.
Monoaminer är i allmänhet flyktiga vätskor med stark ammoniakdoft. Mindre vanligt är gaser, t ex metylamin, och ämnen i fast form. Ofta är monoaminerna starkare baser än ammoniak, men ibland är de svagare.
Om monoaminer påverkas av syror bildas salter.
Några monoaminer förekommer i naturen som trimetylamin, t ex i hagtornsblommor, Chenopodium vulvaria.
En rad olika monoaminer syntetiseras i kroppen och fungerar som signalsubstanser (till exempel serotonin) eller hormoner (till exempel noradrenalin). En del monoaminer och andra ämnen som stimulerar frisättning eller bildande av monoaminer (till exempel tryptofan) finns även i livsmedel. Aminosyror har minst en aminogrupp och en karboxylgrupp, men vissa aminosyror har fler än en aminogrupp och de räknas därför inte som monoaminer. I stället kallas dessa diaminer.
Man tror att många psykiska sjukdomar (till exempel depression, bipolär sjukdom och psykos) orsakas av en obalans i mängden monoaminer i hjärnan, den så kallade monoaminteorin. Några läkemedel som verkar genom att påverka denna obalans är tricykliska antidepressiva, SSRI, och MAO-hämmare. Det är inte helt klarlagt vad sjukdomarna beror på, men biokemiska och funktionella studier samt det faktum att läkemedel som verkar på monoamin-systemen kan häva dessa sjukdomar bekräftar monoaminteorin. Därför är den vedertagen även om det behövs mer forskning inom området.